# Trudovîk, Verhnii Rohaciîk
Trudovîk (în ucraineană Трудовик) este un sat în așezarea urbană Verhnii Rohaciîk din regiunea Herson, Ucraina.

## Demografie
Componența lingvistică a localității Trudovîk
     Ucraineană (100%)
Conform recensământului din 2001, toată populația localității Trudovîk era vorbitoare de ucraineană (100%).